# Mercedes-Benz W111 e W112
La sigla W111 identifica una famiglia di autovetture di lusso prodotte dalla Casa automobilistica tedesca Mercedes-Benz tra il 1959 ed il 1971. Le versioni con motore da 3 litri sono identificate con la sigla W112. Le Mercedes-Benz W111 e W112 devono il loro soprannome (Heckflosse = "pinna caudale") alle caratteristiche piccole pinne laterali posteriori all'americana, che verranno ereditate dalle sorelle minori della serie W110.

## Storia e profilo
La storia della gamma W111 ha inizio nel 1956, quando l'allora direttore tecnico Fritz Nallinger comincia a presentare il progetto relativo alla sostituta della 220 Ponton. Su parecchi aspetti, Nallinger lasciò carta bianca agli addetti, ma su tre aspetti fu irremovibile: la nuova vettura doveva garantire sicurezza agli occupanti, doveva essere spaziosa e non doveva essere lanciata più tardi dell'autunno del 1959.
La Casa di Stoccarda, nel progettare le W111 e le più esclusive W112, si attenne a moderni (per l'epoca) principi di sicurezza passiva: cellula abitativa formata da una solida gabbia rinforzata con tubi d'acciaio, ampie zone della carrozzeria a deformazione programmata e piantone dello sterzo collassabile. In più, lo stesso stemma della Casa posto sul radiatore era deformabile e cedeva in caso di impatto. Si trattava della prima Mercedes-Benz ad adottare questi criteri progettuali. L'idea venne concepita e concretizzata dall'ingegnere ungherese Béla Barényi.
Spettacolari i crash test: una vettura, spinta da un piccolo razzo propulsore, veniva lanciata contro una barriera di cemento ad una velocità di 50 km/h. Per provare la resistenza in caso di ribaltamento, invece, la vettura veniva lanciata (sempre dallo stesso razzo propulsore) alla velocità di 80 km/h lungo una pista ad inclinazione via via crescente.
La meccanica era in gran parte ripresa dalla serie W180, a cominciare dal 2.2 litri a carburatore (M180) e ad iniezione (M127), che venne leggermente rivisitato per migliorarne l'erogazione. Anche la meccanica telaistica era di provenienza W180. La parte più modificata è stata il retrotreno a ponte con articolazione centrale, che nel caso della W111' vedeva l'aggiunta di un mollone centrale di compensazione. Quanto all'avantreno, invece, lo schema era pressoché identico e differiva solo per il telaietto ausiliario, di forma più semplice.
La raffinatezza dello sterzo a circolazione di sfere, contrastava un poco con l'
impianto frenante a 4 tamburi, mentre la disponibilità della trasmissione automatica a 3 rapporti, in alternativa a quella manuale a 4, dava prestigio al modello.
Tutto quanto venne poi rivestito da una elegante carrozzeria in stile statunitense, caratterizzata dalle vezzose pinne posteriori che le valsero il soprannome di Heckflosse (in tedesco significa appunto "pinne posteriori"). I gruppi ottici anteriori a sviluppo verticale rendevano imponente il frontale.
I primi prototipi vennero testati nel gennaio del 1958 e nel febbraio dell'anno seguente, uno dei primissimi esemplari viene condotto da Stoccarda a Napoli e ritorno per testare l'affidabilità della vettura nel suo insieme.

### Debutto commerciale e produzione
La W111 venne lanciata ufficialmente nell'agosto del 1959: al momento dell'esordio la gamma includeva le versioni 220b (con motore da 95cv), la 220Sb (con motore da 110cv) e la 220SEb (con motore a iniezione da 120cv). I tre modelli andavano a sostituire rispettivamente la 219 W105, la 220S e la 220SE, tutti e tre appartenenti alla famiglia W180 (la 219 recava la sigla di progetto W105, ma si trattava di un progetto strettamente derivante dal W180). La berlina s'inseriva tra la più piccola 190 Ponton e l'opulenta 300 Adenauer. Si tratta di fatto di una delle antesignane delle odierne Mercedes-Benz Classe S.
Tutto, all'interno delle W111 era votato al massimo comfort possibile all'epoca. Era presente un sistema di riscaldamento in cui venivano rese indipendenti la zona destra e la zona sinistra dell'abitacolo, una sorta di primissima configurazione bi-zona. Inoltre, l'ampio abitacolo era anche reso luminoso dalle ampie superfici vetrate che contribuivano pure ad una visibilità ottimale su varie angolazioni.
Nel 1961 la gamma s'arricchì delle versioni coupé e cabriolet delle 220Sb e 220SEb. Altra novità dello stesso periodo fu la W110, versione di base equipaggiata dal 1.9 M121, e che di fatto andava però a sostituire la 190 W121.
Nello stesso anno, con l'imminente uscita di scena della datata 300 Adenauer, venne presentata la W112, nelle varianti 300 SE e 300 SEL. Entrambe le versioni erano mosse dal sofisticato (ma fragile) bialbero 3 litri M189 in alluminio a iniezione da 160 CV.
Dal 1962 il motore della 300 SE venne montato anche sulle W111 coupé e cabriolet (con cambio automatico e freni a disco). Nello stesso anno, le versioni di base, con motore da 2.2 litri, possono avere a richiesta il cambio automatico e dall'anno successivo ricevono di serie i freni a disco anteriori.
Nel 1965 vi fu una rivoluzione nella gamma: le berline 220SE, 300 SE e 300 SEL vennero rimpiazzate dalle corrispondenti versioni della nuova W108/W109. Le versioni 220b e 220S vennero invece sostituite dai modelli 230 W110 e 230S W111, dotate del nuovo 2.3 M180 VI e VIII.
Nel 1968, tutte le berline W111 vennero definitivamente tolte di produzione, mentre le coupé e cabriolet continuarono la loro vita fino al 1971, via via aggiornate coi motori delle nuove berline W108 e W109.

### Mercedes-Benz W112
Lanciata nell'aprile del 1961, la W112, meglio nota come 300SE o 300SEL se a passo allungato di 10 cm, rappresenta la versione di punta tra le berline Heckflosse. Nata per offrire un rimpiazzo alla 300d, oramai prossima all'uscita di produzione, la 300SE/SEL ne eredita il 3 litri M189 ad iniezione da 160 CV, che su questo nuovo modello è però realizzato interamente in lega leggera. Le 300SE ed SEL propongono delle novità anche a livello di sospensioni, sempre a ruote indipendenti, ma che non utilizzano le classiche molle elicoidali, bensì degli innovativi cuscini pneumatici, la cui pressione viene controllata da un compressore. Un ulteriore dispositivo regola automaticamente l'altezza da terra della vettura.
L'impianto frenante è a quattro dischi Dunlop ed è servoassisitito e a doppio circuito frenante.
Le 300SE e 300SEL erano inizialmente previste solo con cambio automatico, ma la pressante richiesta da parte della clientela, convinse i vertici Daimler-Benz ad offrire anche la possibilità di averla con il tradizionale cambio manuale, disponibile a partire dal 1963.Nel 1964 la potenza passò a 170 CV,grazie alla pompa d'iniezione a sei pompanti.

Nel 1965 le 300SE ed SEL vengono tolte di produzione dopo essere state prodotte complessivamente in 6.748 esemplari.

### Mercedes-Benz W111 Coupé e Cabriolet

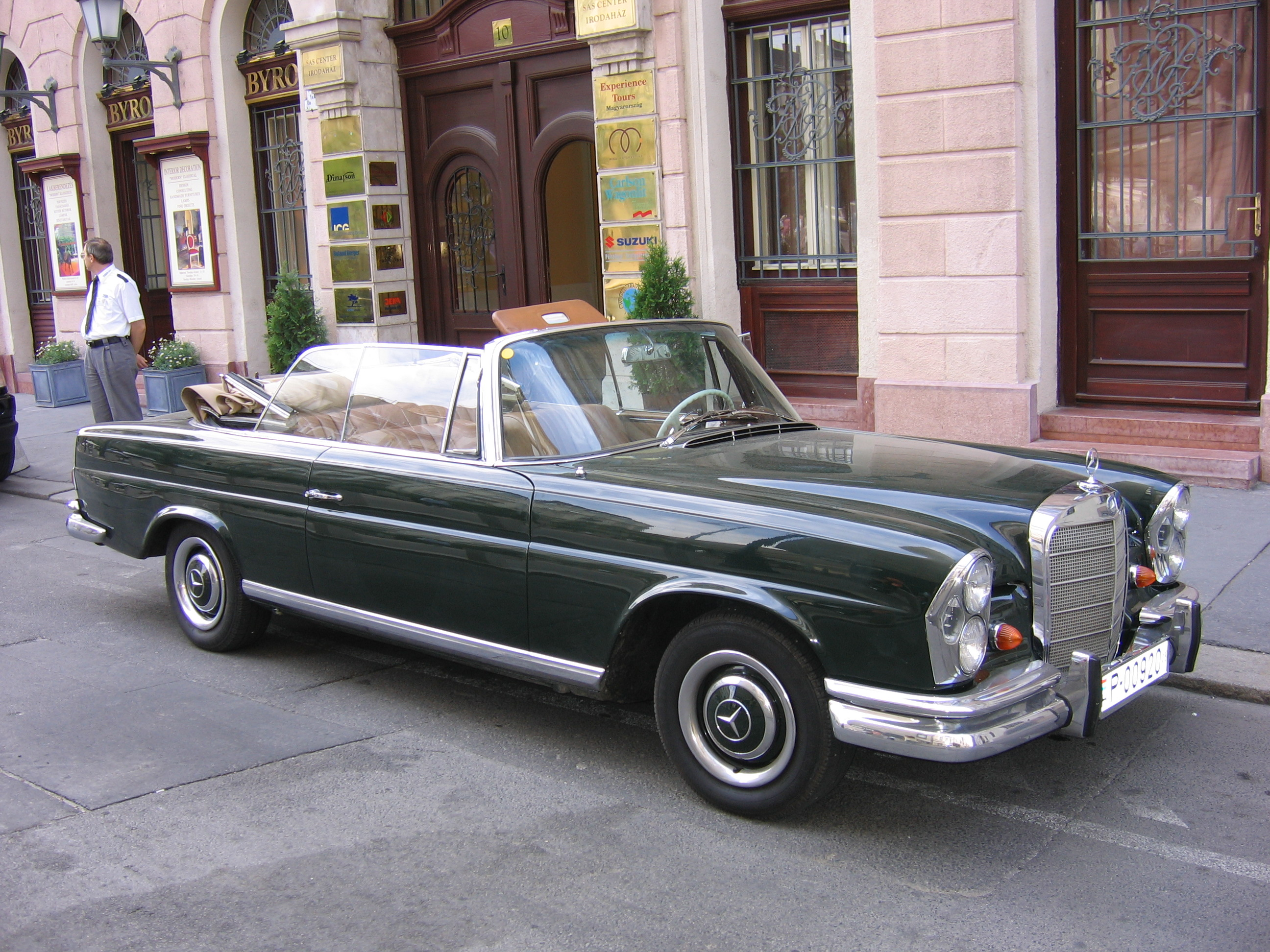
Una 250 Cabriolet W111

Le coupé costruite sulla piattaforma W111 vennero presentate alla stampa nel febbraio del 1961, mentre la presentazione al grande pubblico avvenne al Salone di Ginevra dello stesso anno. Qualche mese più tardi, al Salone di Francoforte, vennero presentate anche le cabriolet W111.
Rispetto alle berline da cui derivavano, le coupé e cabriolet W111 erano più basse e larghe. L'impressione era quella di trovarsi di fronte a vetture più piantate per terra, che davano l'idea di possedere una impressionante tenuta di strada. Senza dubbio, il look era più sportivo ed aggressivo rispetto alle più austere berline e limousine. Maggiore era anche la massa complessiva, che era aumentata mediamente di un centinaio di kg.
Gli interni erano più lussuosi di quelli delle berline e prevedevano anche il pavimento rivestito in moquette. La selleria poteva essere richiesta in pelle ed in ogni caso era abbinata a pannelli porta coordinati. Il posto guida era più sportivo, come si poteva notare dalla stessa leva del cambio, passata dal volante al pavimento per una guida più entusiasmante.
Tecnicamente non vi furono inizialmente novità di rilievo, eccezion fatta per l'impianto frenante, che su questi modelli era di tipo misto, con dischi all'avantreno e tamburi sull'asse posteriore. Motoristicamente si ritrova lo stesso 2.2 litri ad iniezione della 220SEb. Per la cronaca, non sono esistite coupé o cabriolet W111 e W112 con alimentazione a carburatori: tutte sono state ad iniezione.

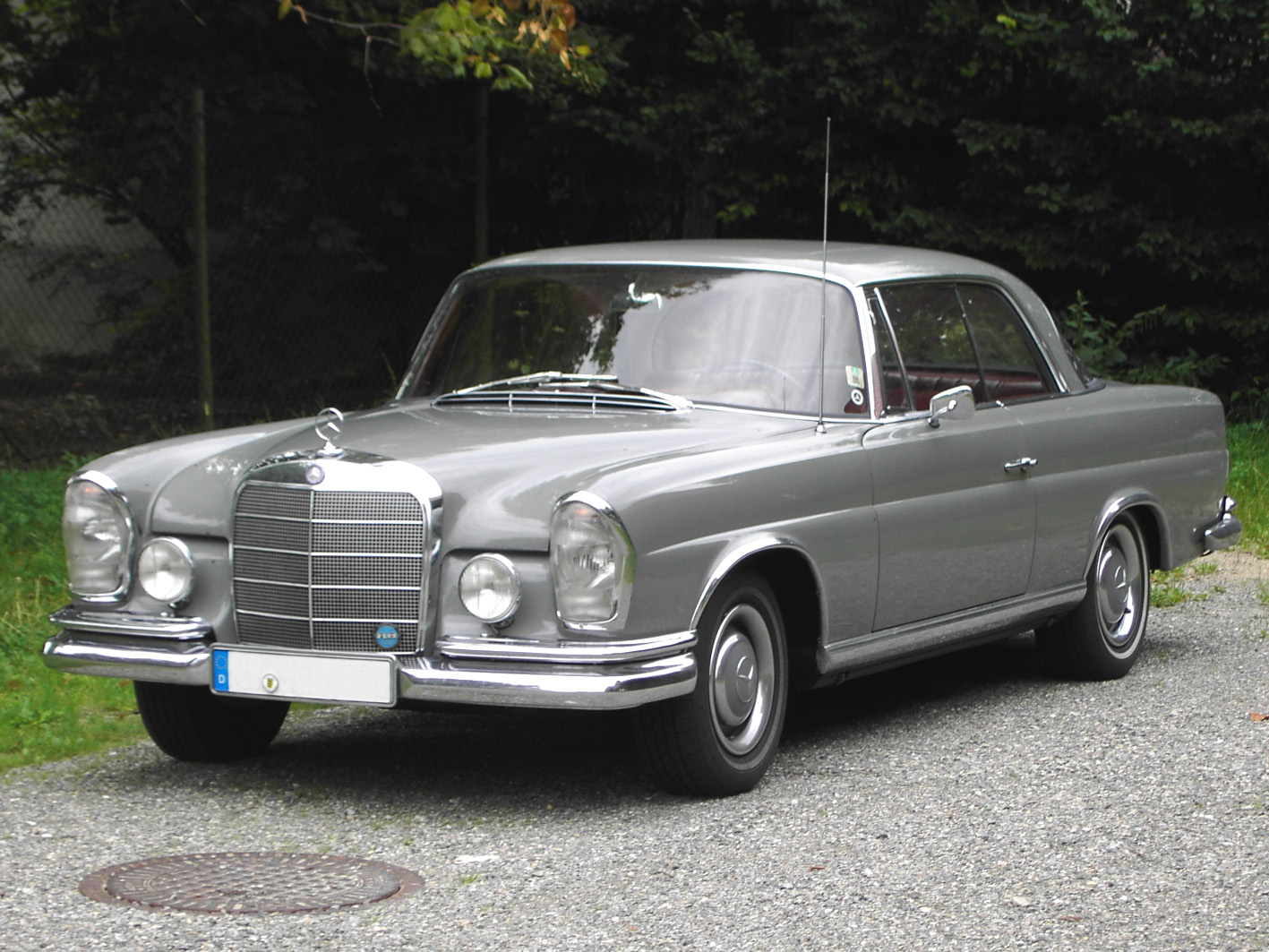
Una W111 coupé

Nel febbraio del 1962, viene introdotta la 300SE coupé e cabriolet (W112/3), che montava lo stesso 3 litri M189 delle 300SE ed SEL. Con una potenza massima di 160 CV, queste vetture erano in grado di raggiungere i 180 km/h a dispetto della loro massa, pari a 1600 e 1700 kg rispettivamente per coupé e cabriolet. Nel 1964, le 300SE W112/3 vedono la loro potenza lievitare a 170 CV.
Nel 1965 vennero lanciate le 250 SE coupé e cabriolet (W111 III), mosse dal 6 cilindri M129 da 2.5 litri in grado di erogare 150CV. Tali versioni montavano i freni a disco anche posteriormente e vennero sostituite poi nel 1967 dalle 280 SE (coupé e cabriolet), equipaggiate dal 2.8 M130 ad iniezione, in grado di erogare fino a 160 CV. Nel 1969 le versioni 300 (coupé e cabriolet) lasciarono il posto alle 280 SE 3.5 (sempre coupé e cabriolet), spinte dal nuovo propulsore M116, un V8 di 3498 cm³ da 200cv, anche abbinato,a richiesta, alla trasmissione automatica.
Nel luglio 1971 le coupé W111 e W112 vennero rimpiazzate dalle Mercedes-Benz SLC. Per quanto riguarda le cabriolet, non vi sarebbe più stata una diretta erede fino agli anni '80 e 90 con la motorizzazione 300 e 320 della cabriolet W124. Nel periodo intermedio, complice forse anche la crisi, le uniche che potevano dare ancora il piacere di una vettura aperta di grossa cilindrata sarebbero state le versioni di punta delle SL R107,che però erano spider o tutt'al più "2+2" e non vetture a 4 posti.

### Universal ed altre versioni
Sono esistite anche delle particolari varianti di carrozzeria su base W111. La più nota è quella con carrozzeria giardinetta. Tale variante rientrava effettivamente nei programmi ufficiali della Casa tedesca, ma non vennero mai prodotte negli stabilimenti Mercedes-Benz, bensì da ditte esterne. Nel 1964 il carrozziere Jacques Coune realizza alcune familiari su base 220b, 220Sb e 220SE.
Ma le versioni ufficiali delle giardinette W111 vengono realizzate tra il 1966 ed il 1967 dalla belga IMA, con sede a Malines. Tali versioni vennero denominate Universal e prendevano come base le 230S W111, oltre che le varie versioni della serie W110. La produzione durò pochissimo, perché in breve tempo la carrozzeria belga chiuse i battenti.
Anche altri carrozzieri in tutta Europa si cimentarono nella realizzazione di giardinette, versioni commerciali, ambulanze e carri funebri derivati dalle vetture W111 e W110. Tra questi vanno citati l'austriaca Jauernig, la svizzera Marbach e la portoghese Movauto.

## Le varianti prodotte
Di seguito vengono mostrate le caratteristiche tecniche dei vari modelli W111 e W112 ed i loro dati di produzione ed i codici di progetto. I dati riportati si riferiscono alle vetture di serie: eventuali optional aggiunti (come per esempio un tipo di cambio differente rispetto a quello di serie) possono alterare alcune caratteristiche.

### Caratteristiche tecniche
| Modello           | Sigla   | Motore              | Cilindrata cm³ | Potenza CV/rpm | Coppia Nm/rpm | Velocità max | 0–100 km/h s | Anni di produzione | Esemplari prodotti |
| ----------------- | ------- | ------------------- | -------------- | -------------- | ------------- | ------------ | ------------ | ------------------ | ------------------ |
| 220b              | 111.010 | M180 IV (180.940)   | 2195           | 95/4800        | 169/3200      | 155          | 16"          | 1959-65            | 69.691             |
| 220Sb             | 111.012 | M180 V (180.941)    | 2195           | 110/5000       | 172/3500      | 165          | 15"          | 1959-65            | 161.119            |
| 220SEb            | 111.014 | M127 III (127.982)  | 2195           | 120/4800       | 189/3900      | 170          | 12"8         | 1959-65            | 66.086             |
| 220SE Coupé       | 111.021 | M127 III (127.982)  | 2195           | 120/4800       | 189/3900      | 170          | 12"8         | 1961-65            | 14.173             |
| 220SE Cabriolet   | 111.023 | M127 III (127.982)  | 2195           | 120/4800       | 189/3900      | 170          | 13"7         | 1961-65            | 2.729              |
| 230S              | 111.011 | M180 VIII (180.945) | 2306           | 120/5200       | 179/4000      | 175          | 14"          | 1965-68            | 41.107             |
| 250SE Coupé       | 111.021 | M129 I (129.980)    | 2496           | 150/5500       | 216/4200      | 190          | 11"8         | 9/65-12/67         | 5.259              |
| 250SE Cabriolet   | 111.023 | M129 I (129.980)    | 2496           | 150/5500       | 216/4200      | 190          | 11"8         | 9/65-12/67         | 954                |
| 280SE Coupé       | 111.024 | M130E28 (130.980)   | 2778           | 160/5500       | 240/4250      | 190          | 11"6         | 11/67-5/71         | 3.797              |
| 280SE Cabriolet   | 111.025 | M130E28 (130.980)   | 2778           | 160/5500       | 240/4250      | 190          | 11"6         | 11/67-5/71         | 1.390              |
| 300SE             | 112.014 | M189 III (189.984)  | 2996           | 160/5000       | 251/3800      | 175          | 13"          | 4/61-1/64          | 5.202              |
| 300SE             | 112.014 | M189 V (189.986)    | 2996           | 170/5400       | 249/4000      | 185          | 12"          | 2/64-7/65          | 5.202              |
| 300SEL            | 112.015 | M189 III (189.984)  | 2996           | 160/5000       | 251/3800      | 175          | 13"3         | 3/63-1/64          | 1.546              |
| 300SEL            | 112.015 | M189 V (189.986)    | 2996           | 170/5400       | 249/4000      | 180          | 12"3         | 1/64-7/65          | 1.546              |
| 300SE Coupé       | 112.021 | M189 IV (189.985)   | 2996           | 160/5000       | 251/3800      | 180          | 11"5         | 2/62-1/64          | 2.419              |
| 300SE Coupé       | 112.021 | M189 VI (189.987)   | 2996           | 170/5400       | 249/4000      | 195          | 11"4         | 1/64-7/65          | 2.419              |
| 300SE Cabriolet   | 112.023 | M189 III (189.985)  | 2996           | 160/5000       | 251/3800      | 180          | 11"5         | 2/62-1/64          | 708                |
| 300SE Cabriolet   | 112.023 | M189 VI (189.987)   | 2996           | 170/5400       | 249/4000      | 195          | 11"4         | 1/64-7/65          | 708                |
| 280 3.5 Coupé     | 111.026 | M116 (116.980)      | 3498           | 200/5800       | 286/4000      | 210/205aut.  | 9"8          | 11/69-7/71         | 3.270              |
| 280 3.5 Cabriolet | 111.027 | M116 (116.980)      | 3498           | 200/5800       | 286/4000      | 210/205aut.  | 9"9          | 11/69-7/71         | 1.232              |

## Attività sportiva

### Rally

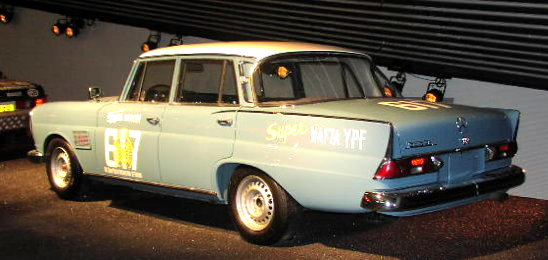
Mercedes-Benz 300 SE versione Rally

Numerose versioni della 220 SE, della 300 SE e della 300 SEL sono state impiegate per competizioni rellistiche negli anni sessanta. Di seguito sono riportati alcuni dei più importanti piazzamenti:
- 1960 - Rally di Monte Carlo - 1. Schock / Moll - 220 SE
- 1960 - Rally dei Tulipani - 3. Schock / Moll - 220 SE
- 1960 - Rally dell'Acropoli - 1. Schock / Moll - 220 SE
- 1961- Rally dei mille laghi - 1. Aaltonen / Nurmimaa - 220 SE
- 1961 - Rally di Germania - 2. Böhringer / Aaltonen - 220 SE
- 1962 - Rally di Monte Carlo - 2. Böhringer / Lang - 220 SE
- 1962 - Rally dell'Acropoli - 1. Böhringer / Lang - 220 SE
- 1962 - Rally Liegi-Sofia-Liegi - 1. Böhringer / Lang - 220 SE
- 1962 - Rally di Germania - 2. Böhringer / Lang - 300 SE
- 1963 - Rally dell'Acropoli - 1. Böhringer / Knoll - 300 SE
- 1963 - Rally di Germania - 1. Böhringer / Kaiser - i 300 SEL
- 1964 - Rally dell'Acropoli - 4. Waxenberger / Kaiser - 220 SE